# Hermann Gerlach
Hermann Karl Ludwig Gerlach (* 21. April 1833 in Niedermarsberg; † 31. Juli 1886 in Ischl) war ein Professor und Domkapitular, der als einer der bedeutendsten deutschen Kanonisten des 19. Jahrhunderts gilt.

## Leben
Hermann Gerlach wurde am 21. April 1833 in Niedermarsberg als Sohn des Sanitätsrats und Rendanten Heinrich R. Gerlach aus Madfeld geboren. Seine Mutter war Elisabeth Gerlach geborene Volbracht aus Obermarsberg. Die Gymnasialzeit verbrachte der junge Hermann Gerlach jedoch nicht im Sauerland, sondern in Paderborn, wo er im Sommer 1851 das Abitur machte. Aufgrund seines Interesses für die Theologie wurde ihm von seinen Lehrern empfohlen, Theologie zu studieren, und zwar in Paderborn.

## Beruflicher Werdegang

### Studium der Theologie und Rechtswissenschaft
Unmittelbar nach der Schulzeit begann Gerlach ein Studium der Theologie und Rechtswissenschaften zunächst in Paderborn. Im Anschluss folgten zwei Semester in Bonn, danach eines in Tübingen, worauf er nach München wechselte und dort noch ein Semester der genannten Fächer absolvierte. Ende des Jahres 1854 promovierte er mit der Arbeit Das Präsentationsrecht auf Pfarreien zum Doktor der Rechte. Die Arbeit wurde am 2. Dezember 1854 in München angenommen und im darauf folgenden Jahr in Regensburg veröffentlicht.
Nach der Promotion in Jura widmete sich Gerlach nun der Theologie. Es folgten weitere Studien in Breslau und Wien und wieder an der philosophisch-theologischen Lehranstalt in Paderborn. Hier wurde er am 17. August 1857 zum Priester geweiht.

### Professur für Philosophie und Kirchenrecht an der Academia Paderbornensis
Am 1. Oktober 1857 übernahm Gerlach das Amt eines Sekretärs des Generalvikars. Ein Jahr später erhielt er zunächst das Supplent und dann ab dem 6. Oktober 1859 eine Professur für Philosophie und Kirchenrecht an der Academia Paderbornensis. Rund elf Jahre war er als akademischer Lehrer und Forscher in Paderborn tätig. Gerlachs erste Schrift war die Abhandlung über Paderborner Diözesan-Recht und Diözesan-Verwaltung. Gerlach zielte mit seiner Arbeit unter anderem auf eine Vereinheitlichung der Bistumspraxis. So stellte das Paderborner Diözesan-Recht und die Diözesan-Verwaltung in erster Linie auf die interne Verwaltung ab. Zu der unterschiedlichen Praxis im Bistum gehörte zum Beispiel, dass die Hilfsgeistlichen lange Zeit mal Kaplan, Kooperator oder anderenorts Vikar hießen. Die Vikare der Stiftspfarrei St. Cyriakus in Geseke führten den Titel „Canonicus“. In Brilon gab es einen Stadtkaplan und einen Pfarrkaplan. Solche Unterschiede, nicht nur allein in der Bezeichnung, versuchte Gerlach auszugleichen.
Gerlach begann einen Trend zur Nivellierung der Partikularrechte der Kommissariate zugunsten der Paderborner Zentralverwaltung. Seine Veröffentlichung gilt als Meilenstein der Rechts- und Verwaltungsgeschichte des Bistums Paderborn.
Bereits 1862 erschien seine zweite Schrift, die den Titel Logisch-juristische Abhandlung über die Definition des Kirchenrechts trägt.

### Generalvikar in Limburg
Gerlach wurde 1869, zehn Jahre nach seiner Priesterweihe, als Domkapitular und Geistlicher Rat nach Limburg berufen. Hiermit verbunden wurde ihm das Amt des Generalvikars verliehen. Die Diözese Limburg war 1827 im Zuge der Neuumschreibung der katholischen Diözesen in Deutschland nach dem Wiener Kongress entstanden. Gerlach, der durch seine Werke und zahlreichen Schriften bereits ein angesehener Kirchenrechtler war, geriet hier in Limburg mitten in den preußischen Kulturkampf, der nacheinander die Bistümer Trier, Paderborn, Münster, Osnabrück und Limburg erfasst hatte. Bismarck stand dem katholischen Zentrum, das 1870 entstanden war, mit großem Misstrauen gegenüber. Für ihn stand es von vornherein in Opposition zu dem neuen Staat und seinem evangelischen Kaisertum. Er befürchtete eine Verbindung der katholischen Zentrumspartei mit den katholischen Mächten Frankreich und Österreich. Durch diese Politik sahen sich jedoch die deutschen Bischöfe, unter ihnen auch der Limburger Bischof Blum, an den Rand gedrückt.
Die Kirchenpolitik in Limburg glich zu dieser Zeit einem Hochseilakt. Im Jahre 1873 musste Gerlach Bischof Blum gegen die Anklage wegen Zuwiderhandlung gegen die §§ 22 und 23 des Gesetzes über die Vorbildung und Anstellung der Geistlichen vertreten.
Das Verfahren veranlasste Gerlach zu einer ausführlichen gutachterlichen Stellungnahme mit dem Titel Die Bedeutung der Strafbestimmungen in §§ 22 und 23 des Gesetzes über die Vorbildung und Anstellung der Geistlichen vom 11. Mai 1873 mit besonderer Berücksichtigung auf eine Anklagesache gegen den Herrn Bischof von Limburg wegen Zuwiderhandlung gegen eine Bestimmung dieses Gesetzes. Bischof Blum befand sich in der Folgezeit auf Schloss Haid im Exil und schrieb noch 1880, dass er „lieber im Exil sterben [wolle], als einen der Kirche schändlichen Frieden schließe!“.
Im Jahre 1867 verfasste Gerlach für seinen Paderborner Dienstherrn die Untersuchung zum Verhältnis des preußischen Staates zu der katholischen Kirche. Er untersuchte im Schwerpunkt, ob der Staat der Kirche bei Ausübung ihrer Rechte volle Freiheit gewähren müsse. Nicht das Verhältnis auf bürgerlichem Gebiet, wie es Gerlach nannte, wird von ihm betrachtet. So geht er nicht auf die Frage ein, in welchem Rahmen Preußen ein konfessioneller Staat ist. Vielmehr ging es Gerlach darum, inwieweit der Staat die Kirche in der Ausübung ihrer Aufgaben einschränkt oder ihr einen Freiraum einräumt. Entscheidend ist für Gerlach, dass der Staat und die Kirche gemeinsam, unter anderem durch Konventionen und Konkordate, jeweils genügend Individualfreiraum schaffen. Diese Überlegungen führten dazu, dass Gerlach im Kulturkampf eine ausgleichende aber einflussreiche Haltung einnahm. Es gelang ihm, den Geheimdelegaten von Bischof Blum, Klein, von der harten Linie, die er mit Bischof Blum und praktisch allen Bischöfen verfolgte, abzubringen. Blum jedoch ließ sich auf keinen Kompromiss ein. Die Wurzeln der Ansichten Blums lassen sich bis in den März 1848 zurückverfolgen. Blum versuchte schon damals die bürgerliche Freiheitsbewegung zugleich für die Befreiung der Kirche aus der staatlichen Bevormundung zu nutzen. Er markierte zu dieser Zeit schon deutlich seinen libertas-ecclesiae-Standpunkt. Blum selbst war für Gerlach schwerer zu überzeugen. Klein erkannte, dass die Erwartungen, dass Rom, da es jetzt einen derart starken Rückhalt im katholischen Volk hatte, nicht so leicht nachgeben werde, durch die Politik Leo XIII. konterkariert wurden. Gerlach hatte dies schon früh erkannt. 1880 waren beide, Gerlach und Klein bereit, den von Bismarck gewünschten Ausgleich im Sinne diskretionärer Vollmachten, die die Möglichkeit boten, die Kulturkampfgesetze gegen die Kirche nicht anzuwenden, ohne sie formell aufzuheben, als vorläufige Lösung zu akzeptieren. Die Auffassung von Gerlach als die richtige Auffassung sollte sich später erweisen. Der Abbau des Kulturkampfes erforderte jedoch noch zahlreiche mühsame Verhandlungen, an denen auch Gerlach beteiligt war. Gerlach und Klein ermöglichten es auch durch geschickte Diplomatie, dass die Rückkehr Bischof Blums aus dem Exil beschleunigt wurde.
Der von Gerlach befürwortete Weg der diskretionären Vollmachten ermöglichte die Wiederbesetzung der Pfarreien und die Rückrufung der in anderen Diözesen geweihten Geistlichen.
Nachdem sich der Gesundheitszustand von Bischof Blum im Herbst 1884 stark verschlechtert hatte, verstarb er am 30. Dezember desselben Jahres. Eine Wahl eines Bistumsverwesers erfolgte hierauf aber nicht. Aufgrund des Gutachtens von Gerlach beschleunigte man vielmehr die Neuwahl eines Bischofs. Die Vereidigung eines Verwesers hätte nämlich, nach dem noch in Kraft befindlichen Gesetz vom 11. Mai 1873, auf die Staatsgesetze erfolgen müssen. Schon Gerlach hatte aber die Schwachstellen des Gesetzes und die Ablehnung, die dieses Gesetz erfahren hatte, dargestellt. Die Ernennung Kleins zum Bischof am 25. September 1886 konnte Gerlach aber nicht mehr erleben. Seine Gesundheit war bereits in den Jahren zuvor angeschlagen gewesen, so dass er sich im oberösterreichischen Ischl zur Kur befand. Dort starb Hermann Gerlach bereits am 31. Juli 1886 im Alter von 53 Jahren. In Limburg fand er seine letzte Ruhestätte.

## Kirchenrechtliche Arbeiten
Gerlach kann als typischer Vertreter der rechtsphilosophischen Methode angesehen werden. Er arbeitete nach den Gesetzen der Logik, die Essentialia des Kirchen- und des Rechtsbegriffs heraus, beide reinlich trennend und abwägend. Im Vorwort der von ihm herausgegebenen 14. Auflage des Walterschen Lehrbuchs erwähnt Gerlach, dass er durch Walter „die canonistischen Studien liebgewann“. Dies sollte ihn zu einem der bedeutendsten Kirchenrechtler machen.
Ausgehend von dem soziologischen Begriff der Gesellschaft, wie er später auch von Max Weber vertreten wurde, bestimmte Gerlach die Kirche als Religionsgesellschaft, die von Christus gestiftet ist, wodurch sie sich von anderen, auch religiösen Gesellschaften unterscheidet. Das Recht definiert er als Ordnung in der Spannung von Freiheit und Schranke. Im Unterschied zur mehr inneren, weil sittlichen Ordnung bedarf die rechtliche Ordnung der äußeren Erzwingbarkeit. Auf dem Wege der Begriffs-Arithmetik kommt Gerlach dann zu dem Ergebnis, dass Kirchenrecht die äußere erzwingbare Ordnung der von Christus gestifteten Religionsgesellschaft ist. An dieser Stelle hob er aber auch hervor, dass sie nicht erzwungen werden müsse. Es reiche die Möglichkeit der Erzwingbarkeit aus. Der Staat zwinge mit physischer Macht. Die Kirche aber könne nur durch den Entzug der ihr eigenen Vorteile das, worauf sie dringe, erzwingen. Dabei war Gerlach klar, dass eine Erfüllung kirchlicher Rechtspflichten nur bei denen gelingen kann, die noch Gewicht darauf legen, der Kirche anzugehören und kirchliche Rechte zu genießen. Durch diesen Ansatz gelingt Gerlach eine saubere Trennung zwischen Kirchenrecht und Moraltheologie, indem er deutlich machte, dass reine Gewissensvorschriften nicht wie erzwingbare Rechtssätze behandelt werden dürfen.
Durch die Heraushebung, dass das Kirchenrecht primär auf die Regelung der äußeren Ordnung abzielt, gelang Gerlach zugleich die Abgrenzung des forum externum vom rein inneren Bereich. „Durch ihre Sichtbarkeit tritt die Kirche in die Sphäre des Rechts ein, indem sie Ansprüche macht auf äußere Geltung ihrer Sätze, für deren Ausübung eine äußere Anerkennung fordert, einen äußeren Zwang zur Erfüllung ihrer Gebote zulässt. Was nicht in den Bereich des äußeren Rechtslebens gehört, fällt der Moral anheim; dem Kirchenrecht gehört alles dasjenige an, dessen Ausführung mindestens der Idee nach durch den äußeren Zwang ermöglicht werden kann“.
Gerlach kommt somit zu der erweiterten Definition, dass Kirchenrecht der Inbegriff aller Normen für das Leben der Kirche im Verhältnis zu ihren Gliedern und den außerhalb ihrer Stehenden sowie der einzelnen Kirchenglieder in ihren äußeren kirchlichen Beziehungen ist. Bis zuletzt nach dem zweiten Vatikanischen Konzil, als man eine Revision der kanonischen Rechtsordnung für erforderlich erachtete, bezog man sich auf das Werk Hermann Gerlachs, als es um die Sinnfrage nach dem Wesen des Kirchenrechts ging. Gerlachs Lehrbuch des katholischen Kirchenrechts wird treffend in dem sonst eher nüchternen Dictionnaire de Droit Canonique als ein „oeuvre trés utile et remarquable“ bezeichnet.
Das Leben Gerlachs lässt sich nach dieser Betrachtung in zwei Abschnitte teilen. Den ersten bildet seine wissenschaftliche und literarische Tätigkeit als Professor für Kirchenrecht. In dieser Phase entstanden seine wichtigsten juristischen Schriften. Der zweite Abschnitt fällt in die Zeit des Kulturkampfes, zu dessen Entwirrung er einen beachtlichen Beitrag leistete. Geprägt durch seine konservative Erziehung und durch seine theologischen, philosophischen und juristischen Studien machte er es sich zur Hauptfrage, das Wesen des Kirchenrechts zu ergründen. Dies ist ihm in seiner Definition des Kirchenrechts gelungen, was ihm einen bleibenden Namen in der Rechtswissenschaft verleiht.

## Schriften
- Das Präsentationsrecht auf Pfarreien (Diss.), Regensburg 1855.
- Paderborner Diöcesan-Recht und Diöcesan-Verwaltung, Paderborn 1861.
- Logisch-juristische Abhandlungen über die Definition des Kirchenrechts (Fak.-Schrift), Paderborn 1862.
- Das Verhältnis des preußischen Staates zu der katholischen Kirche auf kirchenrechtlichem Gebiete nach den preußischen Gesetzen dargestellt, Paderborn 1862.
- Logik, Psychologie, Methaphysik, Paderborn 1864.
- Das Verhältnis des preußischen Staates zu der katholischen Kirche auf kirchenrechtlichem Gebiete. 2. Aufl. Paderborn 1867.
- Lehrbuch des katholischen Kirchenrechts, Paderborn 1869.
- Die letzten Dinge unter besonderer Berücksichtigung der Eschatologie Schleiermachers nach der Lehre der heiligen Schrift dargestellt, Berlin 1869.
- Lehrbuch des Kirchenrechts, 14. Aufl. (hrsg. von Walter), Bonn 1871.
- Die Bedeutung der Strafbestimmungen in §§ 22 und 23 des Gesetzes über die Vorbildung und Anstellung der Geistlichen vom 11. Mai 1873, Paderborn 1874.
- Die Dotationsansprüche und der Nothstand der evangelischen Kirche im Königreich Preußen Leipzig 1875.
- Nekrolog auf F. Walter, Der Katholik 60 (1880), 511–515.
- De imitatione Christi (hrsg. von Thomas a Kempis), Freiburg 1889.